# Mar-a-Lago

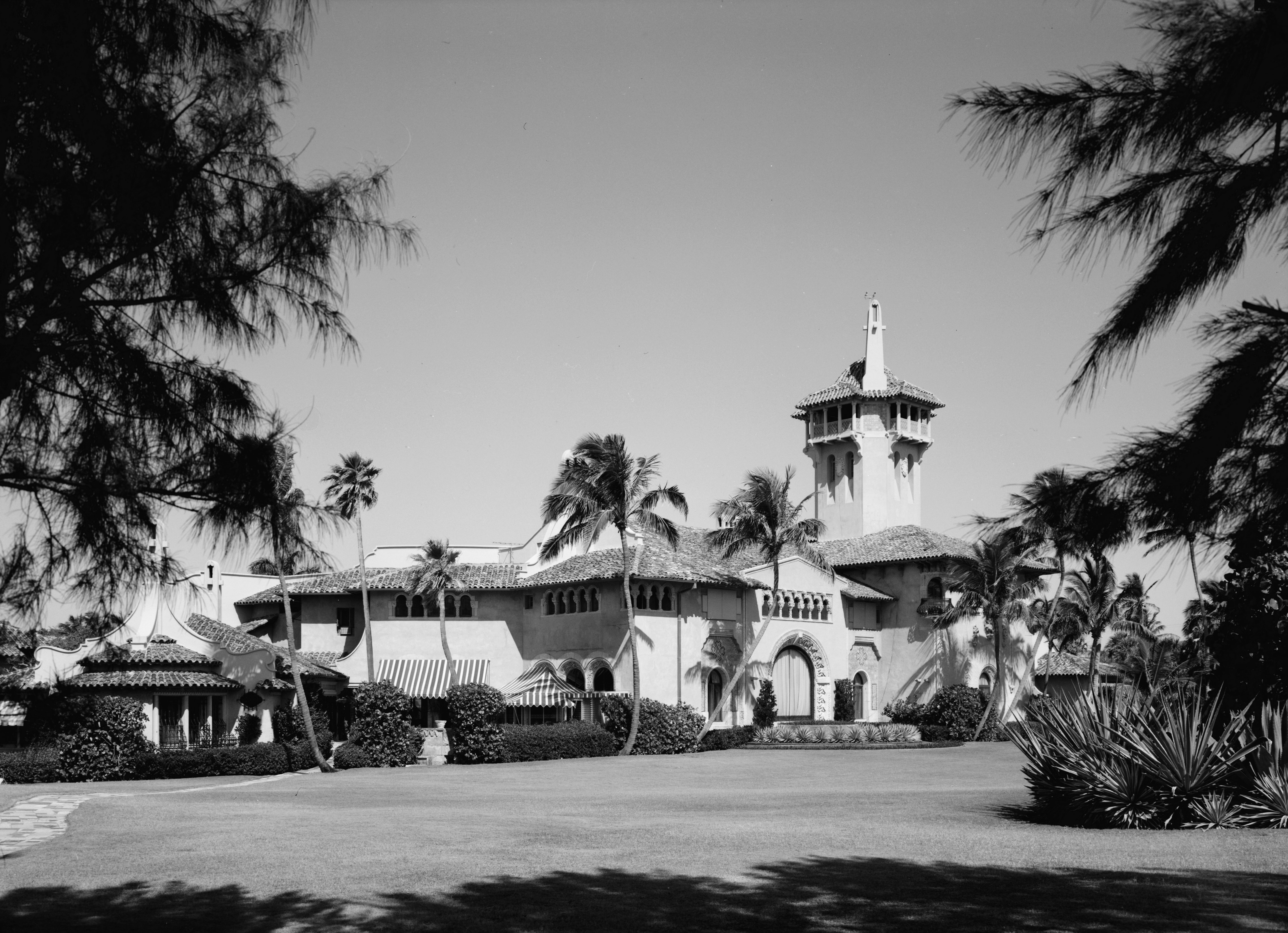
Mar-a-Lago, em abril de 1967.

Mar-a-Lago (/ˌmɑrəˈlɑːɡoʊ/) é um resort de luxo e marco histórico nacional em Palm Beach, Flórida, construído de 1924 a 1927 pela herdeira da empresa de cereais e socialite Marjorie Merriweather Post.
A mansão de 126 quartos e 62 500 pés quadrados (5 810 m2) tem o Mar-a-Lago Club, um clube exclusivo para membros com quartos de hóspedes, spa e outras comodidades de hotel. Está localizado no Condado de Palm Beach, na ilha barreira de Palm Beach, com o Oceano Atlântico a leste e a Intracoastal Waterway da Flórida a oeste.

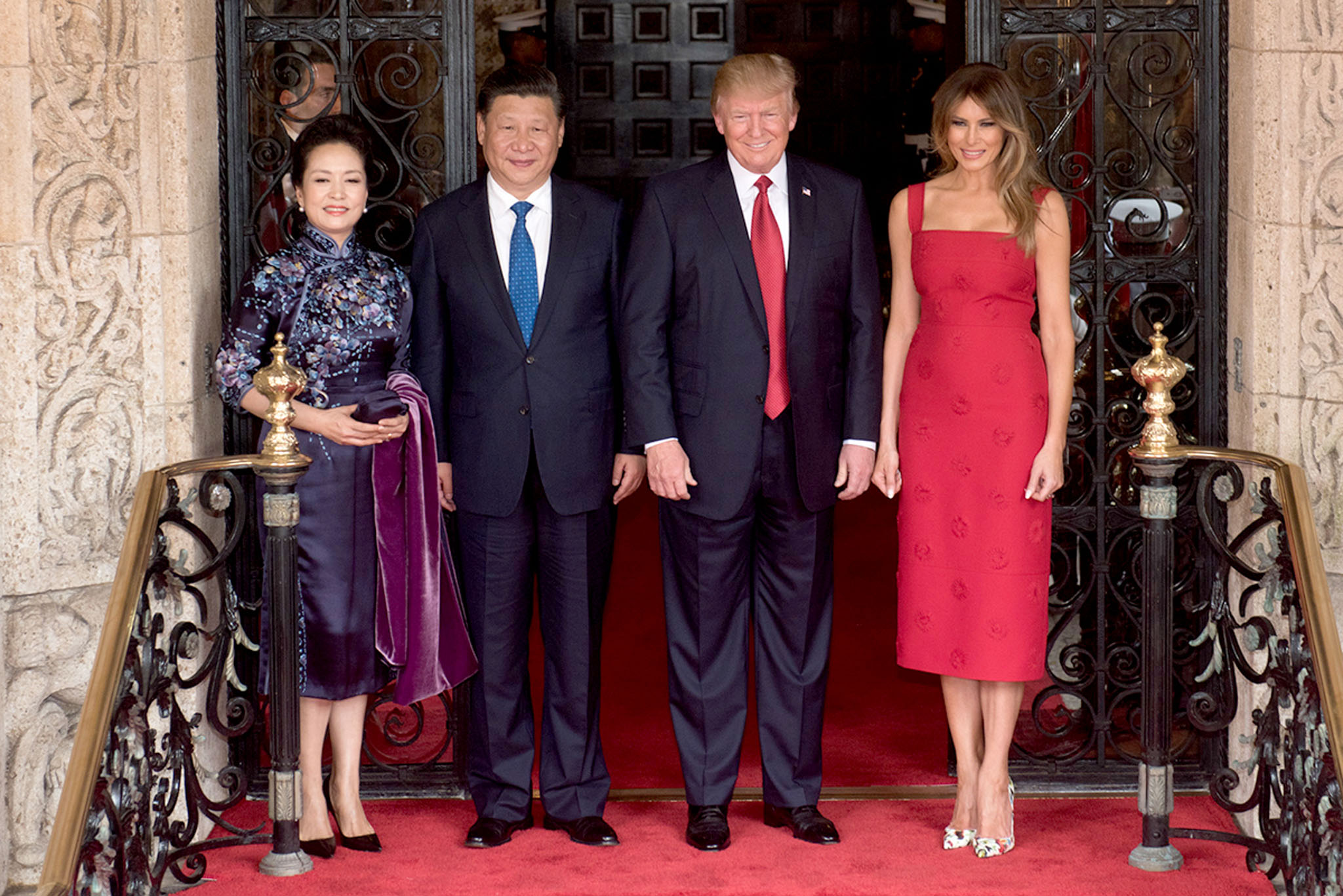
Trump e sua esposa durante uma recepção para o presidente chinês Xi Jingping e sua mulher, em abril de 2017.

Em 1985, Mar-a-Lago foi comprado por Donald Trump por um preço de cerca de US$ 10 milhões. Sua esposa na época, Ivana Trump, foi encarregada da administração da propriedade. Em 2018, a revista Forbes estimou o valor da propriedade em cerca de US$ 160 milhões. O aumento no valor foi justificado, além da inflação, aos gastos que Trump fez no lugar, com luxuosos móveis e decorações, além de expansões na propriedade. O fato de Trump ter sido presidente e utilizado Mar-a-Lago como um local de trabalho também aumentou a valorização do local.

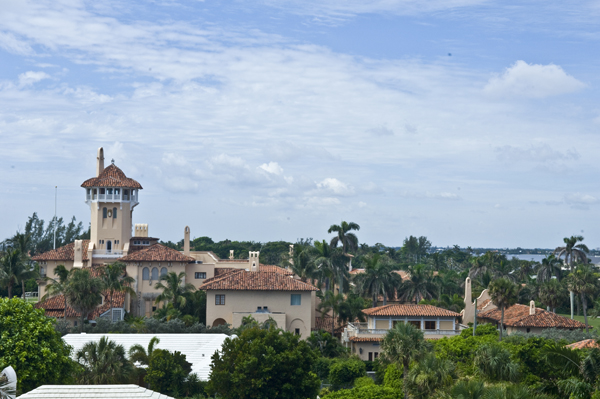
Mar-a-Lago em 2009.

Durante a presidência de Donald Trump, Mar-a-Lago foi utilizada como um escritório não oficial do presidente Trump, onde ele assinou leis e recebeu representantes do Congresso, personalidades famosas e dignitários estrangeiros (como Shinzō Abe e Xi Jinping). Assim, muitos começaram a chamar Mar-a-Lago de a "Casa Branca de Inverno".
Após deixar a presidência, Trump passou a utilizar Mar-a-Lago como seu quartel-general político, onde recebia aliados e apoiadores.